# Ashmeadiella rubrella
Ashmeadiella rubrella är en biart som först beskrevs av Michener 1949.  Ashmeadiella rubrella ingår i släktet Ashmeadiella och familjen buksamlarbin. Inga underarter finns listade i Catalogue of Life.